# 王在晉
王在晉（1567年7月22日—1643年），字明初，號岾雲，南直隸苏州府太倉州籍北直濬縣人。明朝官员。

## 生平
萬曆十三年（1585年）乙酉科應天府鄉試舉人，二十年（1592年）壬辰科三甲一百八十一名進士，都察院觀政，二十一年授中書舍人，二十二年升工部主事，本年杭州抽分，二十六年升員外郎，管磚廠，二十七年升署郎中，二十八年四月升福建按察司僉事、興泉兵備，三十年丁憂。三十二年五月以斬倭功升一级，三十三年九月補湖廣參議兼佥事，三十五年閏六月升本省提學副使，三十八年三月升浙江右參政兼佥事，四十年閏十一月升本省按察使，四十三年四月升右布政使，四十四年二月入觐京师，合疏请求释放御史劉光復，赦免翟鳳翀，不报，尋升江西左布政使。四十七年三月升都察院右副都御史、巡撫山東等處督理營田提督軍務，上言防夷十要。
泰昌時（1620年）進河道总督，熹宗继位，升添設兵部左侍郎。熊廷弼、王化貞丟失廣寧（今遼寧北鎮）後，朝廷大震，誅除熊廷弼，王化貞下獄。张鹤鸣以病为由辞职归家。熹宗任命宣府巡抚解经邦为兵部右侍郎兼都察院右佥都御史经略辽东，但解经邦力辞重任，結果被熹宗“著革职为民，永不叙用。”天啟二年（1622年）三月十八日王在晉代廷弼為兵部尚書兼右副都御史，經略遼東、薊鎮、天津、登、萊，帝特賜蟒玉、衣帶和尚方寶劍。王在晉分析當時關外形勢：“東事離披，一壞於清、撫，再壞於開、鐵，三壞於遼、瀋，四壞於廣寧。初壞為危局，再壞為敗局，三壞為殘局，至於四壞——捐棄全遼，則無局之可布矣！逐步退縮之於山海，此後再無一步可退。”
據《明史》記載，王在晉既無遠略、又無膽識。薊遼總督王象建議王在晉：“得廣寧，不能守也，獲罪滋大。不如重關設險，衛山海，以衛京師”。於是，在晉則以“撫虜（收买蒙古）、堵隘（再修一座关城）”作為守山海關的方略，他在《題關門形勢疏》中道：“畫地築墻，建臺結寨，造營房，設公館，分兵列燧，守望相助。”朝廷發帑金20萬兩。他的主張，遭到寧前兵備僉事袁崇煥、主事沈棨、讚畫孫元化等的反對，袁崇焕要求恢复国土到宁远，但王在晉不聽。袁崇煥兩次直接將意見報告給首輔葉向高，但葉向高不知前线的情况，拿不定主意。這時大學士管兵部事孫承宗自請行邊，親赴山海關。帝大喜，特加孫承宗太子太保，賜蟒玉、銀幣，以示隆禮。六月十五日，孫承宗前往山海關，考察了实际地理，听取了各方意见，確定王在晉策略不可行，並同王在晉“推心告語，凡七晝夜”。在晉堅持己見，終不悔悟。孫承宗回京後，面奏王在晉不足任，“筆舌更自迅利，然沉雄博大之未能”，本年改任南京兵部尚書，在晋既去，承宗自请督师。天啓五年，王在晉起任南京吏部尚書，六年加太子少保，不久就改兵部。崇禎元年（1628年），召為刑部尚書，升太子太保，不久，又遷兵部。因坐張慶臻改敕書事，削籍歸鄉，卒於鄉。著有《三朝遼事實錄》、《蘭江集》等書。

## 孫承宗與王在晉的對話
這段對話是後世用以對王在晉作評價的主要根據。不過《明史》與《三朝遼事實錄》記載的情況大有不同。

### 《明史》的版本
孫承宗詰問王在晉，等八里鋪重城修好了，是否把現在的四萬人都填進去守？
王在晉答，要另外派四萬。
孫承宗問，舊城外為新城，舊城外的品坑地雷為敵人設，還是為自己設？新城如守不住，四萬新兵怎麼辦？
王經略回答說，他在山上留了三座山寨給潰軍。
孫承宗問，兵未潰而築寨以待之，不是教他們潰敗嗎？
孫承宗說：「今不為恢復計，畫關而守，將盡撤藩籬，日鬨堂奧，畿東其有寧宇乎！」
之後王在晉無言以對，談話就此結束。（在晉無以難）

### 《三朝》的版本
《三朝》記載了孫承宗的奏摺。
由孫承宗的奏章原文可知，此次討論孫、王二人誰都沒有提及「四萬新軍」來守衛重城的事情，孫承宗沒有問這樣的問題，王在晉也沒有那樣的回答。
孫承宗在看過重城的佈署以後向王在晉詢問，新舊兩城在八里之內，而舊城外又有城防壕溝和設施，如果重城的士卒發生潰散，那一不小心就會陷於自家的品坑地雷與坑壕之中，新舊兩城之間，南面是水，北面是山，潰卒無路可逃，如果都擁於舊城之下，那到底是開門放他進來，還是不開門聽任他們在外？
王在晉告訴孫承宗，山上有三座山寨，若有逃潰可以奔向那裡，而舊城也有三道關口可以進入。
孫承宗問兵法乃是置之死地而生，為什麼要為他們提供逃跑的便利？
王經略回答，這幾萬邊兵都是老兵，特別擅長逃跑（邊兵善走），雖可殺死逃兵，但大批士兵逃跑時，亦無濟於事。所以我用「兩城」的設置，既是依仗城池而穩定軍心，又可借此來消減邊兵潰散的念頭。其言下之意，一，品坑地雷和壕溝既是為敵而設，又是為逃散士卒而備的，以代替截殺逃兵的督戰隊；二，新城實為死地，王在晉一旦下令不開關放潰兵進入，重城裡的守軍只有「死守城池」和「退守山寨」兩個選擇，而山寨不過是擺設（若城池不能固守，山寨亦不能守住）。所以，重城裡的士兵要想活命就只能傾力死戰。
之後，孫承宗無言以對，談話就此結束。（臣遂無以應）